# Kvalifikation til VM i fodbold 1950
Kvalifikationen til VM i fodbold 1950 blev spillet fra juni 1949 – april 1950, og 34 hold var tilmeldt. VM-slutrunden skulle bestå af 16 hold, men Brasilien og Italien var direkte kvalificerede som henholdsvis værtsland og forsvarende mester, hvilket efterlod 14 pladser at spille om.
De resterende 32 hold blev inddelt som følger i 10 grupper ud fra geografiske forhold:
- Gruppe 1-6 – Europa: 18 hold spillede om 7 pladser ved slutrunden.
- Gruppe 7 og 8 – Sydamerika: 4 pladser, som 7 hold spillede om.
- Gruppe 9 – Nord- og Mellemamerika samt Caribien: 2 pladser, som 3 hold spillede om.
- Gruppe 10 – Asien: 1 plads, 4 tilmeldte hold.

På grund af afbud fra Skotland, Tyrkiet og Indien efter de havde kvalificeret sig, kom slutrunden dog kun til at bestå af 13 hold.

## Gruppe 1-6
De europæiske hold var inddelt i 6 grupper, hvorfra gruppevinderne kvalificerede sig til VM-slutrunden. Endvidere kvalificerede nr. 2 i den britiske gruppe 1 sig også. Nogle af grupperne blev afviklet som et gruppespil alle-mod-alle, og nogle grupper blev afviklet som cup-turnering.
| Gruppe 1                                 | Kampe | Mål  | Point |
| England                                  | 3     | 14-3 | 6     |
| Skotland                                 | 3     | 10-3 | 4     |
| Wales                                    | 3     | 1-6  | 1     |
| Nordirland                               | 3     | 4-17 | 1     |
| England og Skotland kvalificeret til VM. |       |      |       |

| Gruppe 2                                                   |     |
| Semifinale                                                 |     |
| Tyrkiet - Syrien                                           | 7-0 |
| Finale                                                     |     |
| Østrig trak sig, så Tyrkiet kvalificeret til VM uden kamp. |     |

| Gruppe 3                         |          |
| Semifinale                       |          |
| Jugoslavien - Israel             | 6-0      |
| Israel - Jugoslavien             | 2-5      |
| Finale                           |          |
| Jugoslavien - Frankrig           | 1-1      |
| Frankrig - Jugoslavien           | 1-1      |
| Omkamp på neutral bane:          |          |
| Jugoslavien - Frankrig           | 3-2 efs. |
| Jugoslavien kvalificeret til VM. |          |

| Gruppe 4                                                    |     |
| Semifinale                                                  |     |
| Schweiz - Luxembourg                                        | 5-2 |
| Luxembourg - Schweiz                                        | 2-3 |
| Finale                                                      |     |
| Belgien trak sig, så Schweiz kvalificeret til VM uden kamp. |     |

| Gruppe 5                                           | Kampe | Mål | Point |
| Sverige                                            | 2     | 6-2 | 4     |
| Irland                                             | 4     | 6-7 | 3     |
| Finland                                            | 2     | 1-4 | 1     |
| Finland trak sig og resten af kampene blev aflyst. |       |     |       |
| Sverige kvalificeret til VM.                       |       |     |       |

| Gruppe 6                     |     |
| Spanien - Portugal           | 5-1 |
| Portugal - Spanien           | 2-2 |
| Spanien kvalificeret til VM. |     |

## Gruppe 7-10
| Gruppe 7                                                                    |
| Argentina trak sig, så Chile og Bolivia kvalificerede sig til VM uden kamp. |

| Gruppe 8                                                                             |
| Peru og Ecuador trak sig, så Uruguay og Paraguay kvalificerede sig til VM uden kamp. |

| Gruppe 9                           | Kampe | Mål  | Point |
| Mexico                             | 4     | 17-2 | 8     |
| USA                                | 4     | 8-15 | 3     |
| Cuba                               | 4     | 3-11 | 1     |
| Mexico og USA kvalificeret til VM. |       |      |       |

| Gruppe 10                                                                                 |
| Burma, Filippinerne og Indonesien trak sig, så Indien kvalificerede sig til VM uden kamp. |

## Afbud til slutrunden
Indien trak sig efter kvalifikationen, fordi FIFA ikke ville tillade holdet at spille med bare fødder ved slutrunden. Og FIFA besluttede, at der ikke blev inviteret et reservehold i stedet.
Skotland kvalificerede sig til slutrunden som nr. 2 i gruppe 1 (British Home Championship), men skotterne afslog at rejse til Brasilien, da de havde besluttet kun at deltage i VM, hvis de blev britiske mestre. Frankrig, der ikke havde kvalificeret sig, blev tilbudt Skotlands plads, og accepterede i første omgang. Men en måned senere ombestemte de sig med den begrundelse, at der var for langt mellem slutrundens spillesteder.
Tyrkiet, der havde vundet over Syrien i kvalifikationen, blev det tredje land til at trække sig. Portugal blev tilbudt den ledige plads, men afslog. Dermed blev slutrunden, der var planlagt til 16 hold, gennemført med kun 13 hold.